# سينترال إلجين (أونتاريو)
سينترال إلجين، أونتاريو (بالإنجليزية: Central Elgin) هي مدينة كندية تقع في مقاطعة أونتاريو. تبلغ مساحة هذه المدينة 280.2212 (كم²)، ويبلغ عدد سكانها 12723 نسمة حسب إحصاء سنة 2006 م، بينما كان يسكنها 12293 نسمة في سنة 2001 م. تحتل هذه المدينة المرتبة رقم 289 بين مدن كندا حسب عدد السكان والمرتبة رقم 111 في المقاطعة. نما عدد السكان في هذه المدينة بنسبة (3.5) بين العامين المذكورين.

## أعلام
- جو نايت
- بروس آبي
- ويلسون ميلز
- موراي بار
- جورج بلي ويت

## وصلات خارجية
- الأطلس الحكومي لكندا
- إحصاءات كندا مع ساعة تعداد السكان نسخة محفوظة 23 مارس 2008 على موقع واي باك مشين.